# Marktbrunnen (Wildeshausen)

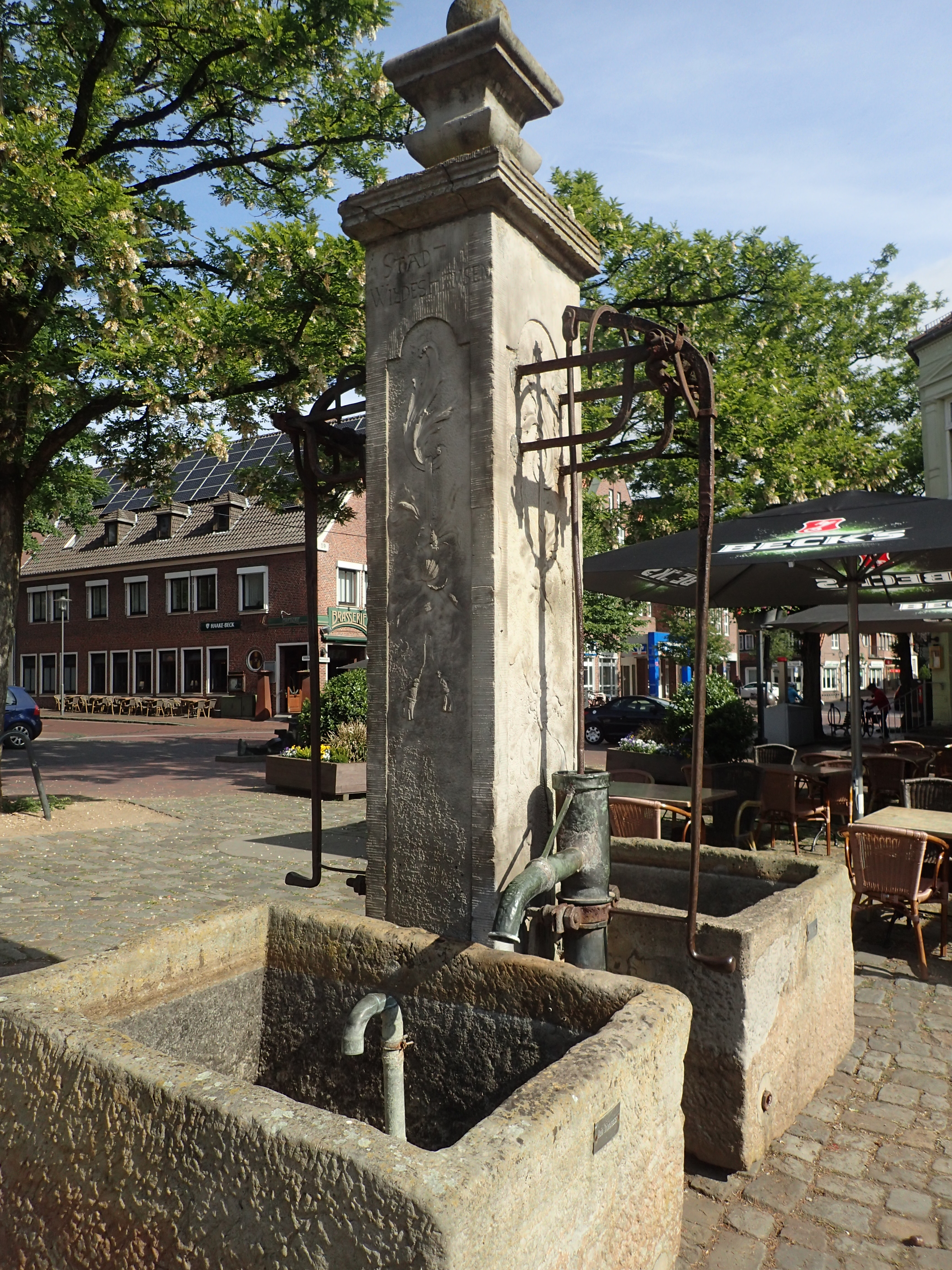
Marktbrunnen

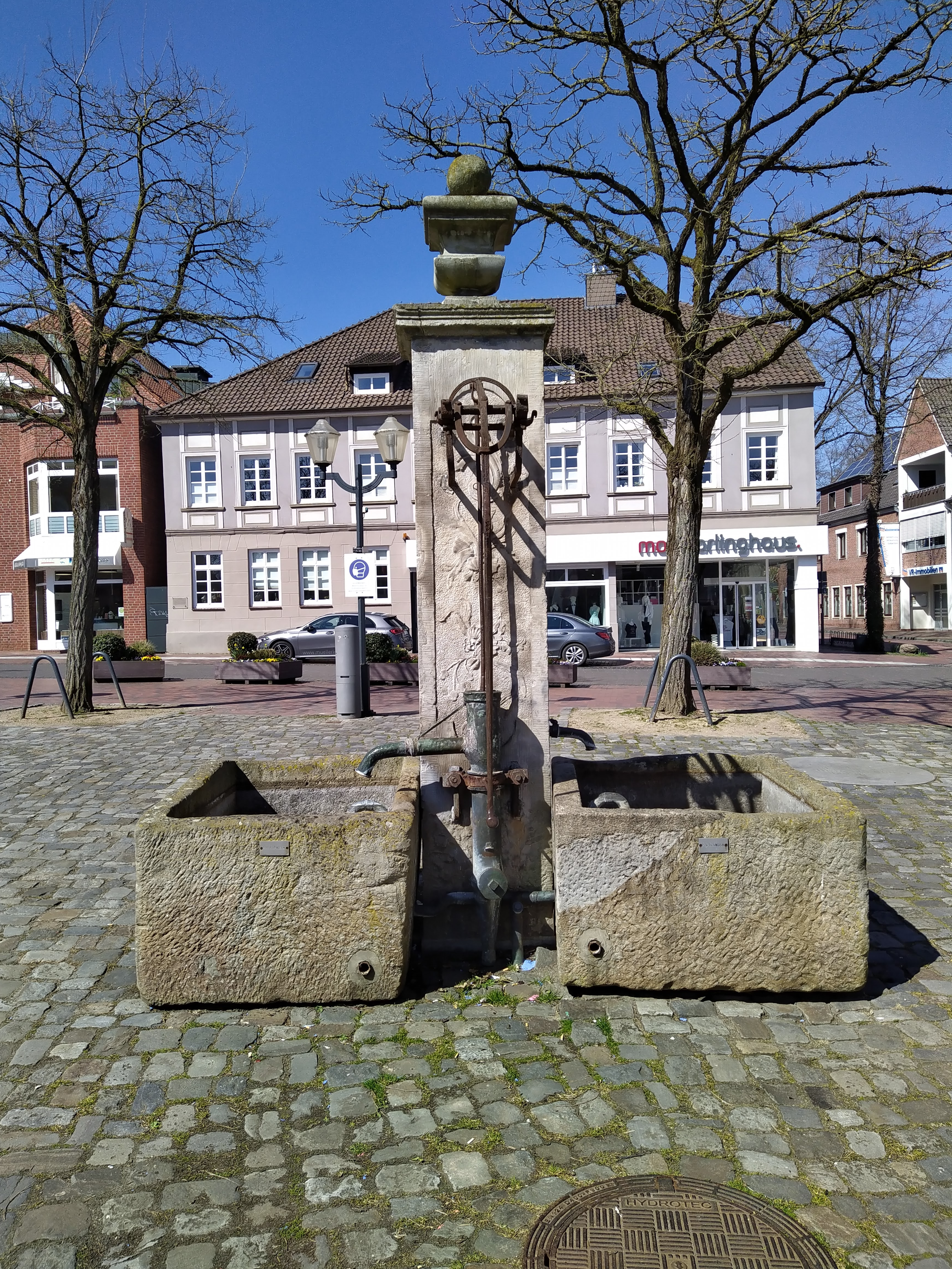
Marktplatz

Der Marktbrunnen Wildeshausen in Wildeshausen, Am Markt, wurde 1747 von Theophilus Wilhelm Frese geschaffen.
Der Brunnen steht seit 1976 unter Denkmalschutz.

## Geschichte
Der Marktbrunnen von 1747 wurde in der Epoche des Rokokos im Auftrag der Stadt von dem Bremer Bildhauer Frese geschaffen. Der Sandsteinbrunnen ist ein hoher quadratischer Brunnenstock, auf jeder Seite mit eingezogenem Rundbogen schließendes Blendfeld mit Rankendekor, auf der Südseite darüber die Inschrift: „Stadt / Wildeshausen“, auf der Nordseite: „ANNO / 1747“. Oben steht eine Vase. Zwei rechteckige Brunnenschalen begleiten das Denkmal und auf der Ostseite die eisernen Leitungen und der Pumpenschwängel.
Der Brunnen war ein Endpunkt in einem System der städtischen Wasserleitungen. Er diente wie die übrigen Brunnen zur Wasserversorgung der Bevölkerung.
Die Landesdenkmalpflege befand: „... geschichtliche Bedeutung für die Ortsgeschichte und aufgrund seiner Gestaltung in damals hochaktuellen Rokokoformen einen ... Zeugniswert für die Kunstgeschichte. ... von einem überregional bedeutenden Künstler ...“.
Hinweise:
- Beim traditionellen Rockappell der Wachkompanie der Wildeshauser Schützengilde wurde der Marktbrunnen einmal jährlich dreimal umrundet.
- Tod am Marktbrunnen: Wildeshausen ist ein Kriminalroman von 2015 von Dierk Rohdeburg.